# Serenata amara
Serenata amara è un film del 1952 diretto da Pino Mercanti.

## Produzione
La pellicola, a carattere musicale, è ascrivibile al filone dei melodrammi sentimentali, comunemente detto strappalacrime, allora molto in voga tra il pubblico italiano, in seguito ribattezzato dalla critica con il termine neorealismo d'appendice.

## Accoglienza
Incasso accertato sino a tutto il 31 marzo 1959: 320.781.123 lire dell'epoca.